# Tramlijn Slagharen - Hoogeveen
De tramlijn Slagharen - Hoogeveen was een tramlijn in Overijssel en Drenthe van Slagharen naar Hoogeveen.

## Geschiedenis
De stroomtramlijn is aangelegd op kaapspoor (1067 mm) door de Dedemsvaartsche Stoomtramweg-Maatschappij en geopend in 1905 tot Hoogeveen Noordsche Brug en in 1906 verlengd tot het station van Hoogeveen.
In de jaren 30 daalt het aantal reizigers door de concurrentie met het wegvervoer. Het vervoer op de tramlijn wordt daarom op 2 oktober 1932 gestaakt, de lijn wordt vervolgens opgebroken. 